# Hans Hörbiger
Han(n)s Hörbiger (29 de novembro de 1860 - 11 de outubro de 1931) foi um engenheiro austríaco nascido em Viena, mas com raízes em Tyrol. Participou da construção do metrô de Budapeste e, no ano de 1894, inventou um novo tipo de válvula essencial para compressores - ainda largamente utilizada nos dias de hoje.
Jovem engenheiro vienense, interessado nos mais variados assuntos, teve a ideia de substituir as válvulas de flapes feitos de couro dos motores de explosão até então existentes por válvulas de aço. Abrindo e fechando automaticamente, guiado pela luz e pela fricção, a válvula de disco eliminou todos os problemas existentes com os designs anteriores de válvulas.
Hanns Hörbiger patenteou a ideia, contribuindo, portanto, decisivamente para o desenvolvimento da sociedade industrial moderna. Sua válvula facilitou a forma de se produzir aço, dando eficiência ao processo, e aumentou a produtividade na mineração. A química de alta pressão e as redes globais de escoamento de gás não existiriam sem a válvula de Hörbiger.
No ano de 1900, Hanns Hörbiger e o engenheiro Friedrich Wilhelm Rogler fundaram um escritório de engenharia em Budapeste. Em 1903, mudaram-se para Viena. Em 1925, o escritório se transformou na empresa HOERBIGER & CO, mesmo ano em que Alfred, um dos filhos de Hörbiger, entrou na empresa e assumiu seu comando. Hans dedicou o resto de sua vida aos estudos científicos, até morrer em 1931.
A empresa cresceu rapidamente sob o comando de Alfred Hörbiger, tendo inclusive gerado uma filial em Düsseldorf. Alfred fez negócios também com ingleses e norte-americanos.
O sucesso da empresa se deveu à originalidade e ao gênio inventivo de seus engenheiros. A válvula de disco ficou mais sofisticada e, em 1937, 98% da produção era exportada. O nome HOERBIGER se tornou uma referência em tecnologia de válvulas de compressores.

## Pseudociência e Nazismo
Hanns Hörbiger é considerado o criador - ou um dos criadores - da teoria Welteislehre, palavra alemã cuja tradução para o português seria Teoria do Mundo Congelado, conhecida também pela alcunha Cosmogonia Glacial. Hanns chegou a escrever um livro, em 1913, chamado Welteislehre.
Um dos primeiros a levar a Welteislehre a sério foi Houston Stewart Chamberlain, um dos homens que ajudaram a criar, em 1923, o Partido Nacional Socialista Alemão dos Trabalhadores. Por influência de Chamberlain, a Welteislehre se tornou a diretriz cosmológica do nazismo. Heinrich Himmler foi um dos maiores defensores da teoria de Hörbiger durante o Terceiro Reich.
A cratera lunar Deslandres recebeu o nome Hörbiger até o ano de 1942, quando foram definidas novas convenções para os nomes das crateras lunares.
As teorias de Hörbiger se tornaram populares na metade do século XX graças aos livros do austríaco Hans Schindler Bellamy.

## Teorias conspiratórias
Hanns Hörbiger costuma frequentar as discussões sobre teorias conspiratórias. Para Hörbiger, a ciência cartesiana era um "totem da decadência". O evolucionismo, a psicologia e a arqueologia não passavam de uma conspiração judaico-liberal contra a "verdadeira história do mundo".
Nessa história verdadeira, as vidas dos homens estariam diretamente ligadas às vidas dos astros. Os planetas se atrairiam e acabariam por explodir uns sobre os outros. A Lua, por exemplo, acabaria caindo sobre a Terra.
Na era da "Lua Baixa", quando o satélite está mais próximo da Terra, nasceriam os gigantes, ou homens-deuses. A Lua acabaria explodindo num anel de rochas que despencaria sobre o mundo. Haveria um longo período no qual a Terra ficaria sem uma lua, até que a gravidade planetária capturaria outra rocha espacial e a transformaria em satélite. Neste período de "Lua Alta", quando o novo astro estaria distante da Terra, os gigantes morreriam e seriam vencidos pelos homens (Davi mata Golias). Alguns deuses, no entanto, conseguiriam se refugiar em cavernas e aguardar o momento em que retornariam para governar o mundo.
A humanidade não seria descendente dos gigantes, mas apenas uma raça degenerada que surgiu no período da "Lua Alta". Para os nazistas, algumas raças seriam mais degeneradas que outras. A raça ariana seria a única apta a acelerar o ciclo cósmico e preparar o mundo para a volta dos deuses. Seria mais do que um simples dever religioso ou político - seria uma missão cósmica.